# 博多丸
博多丸（はかたまる）は日本郵船の貨客船で、姉妹船は神奈川丸、河内丸、鎌倉丸、讃岐丸、常陸丸。

## 船歴
日本郵船は欧州航路の創設に伴い13隻（予備船1隻を含む）の新造船を投入することとし、その内訳は神奈川丸級貨客船と若狭丸級貨客船をそれぞれ6隻ずつと、予備船の「信濃丸」を新造することとした。
「博多丸」は神奈川丸級貨客船の2番船で、スコットランド、グラスゴーのD. W. Henderson社で建造され、1896年12月21日に進水。1897年2月に竣工し、1897年5月17日に横浜に到着した
日露戦争で陸軍に徴傭される（1904年1月16日徴傭、1906年4月28日解傭）。また、第一次世界大戦の青島戦でも陸軍に徴傭され、人員2547名、馬472頭を輸送した（1914年8月19日徴傭、同年10月23日解傭）。
日本郵船は1916年にブラジル移民組合と移民輸送契約を結んで翌年からブラジル移民の輸送を開始し、1918年から「博多丸」はこの南米東岸線で移民輸送を行った。1919年1月26日神戸発の航海では船内で流行性脳脊髄膜炎が蔓延して36名の死者が出たほか、麻疹患者も多数発生した。
1933年5月2日、博多丸は第一次船舶改善助成施設を適用して建造される能登丸（N型貨物船）の解体見合い船に指定されて売却され、解体された。